# 淘金坑

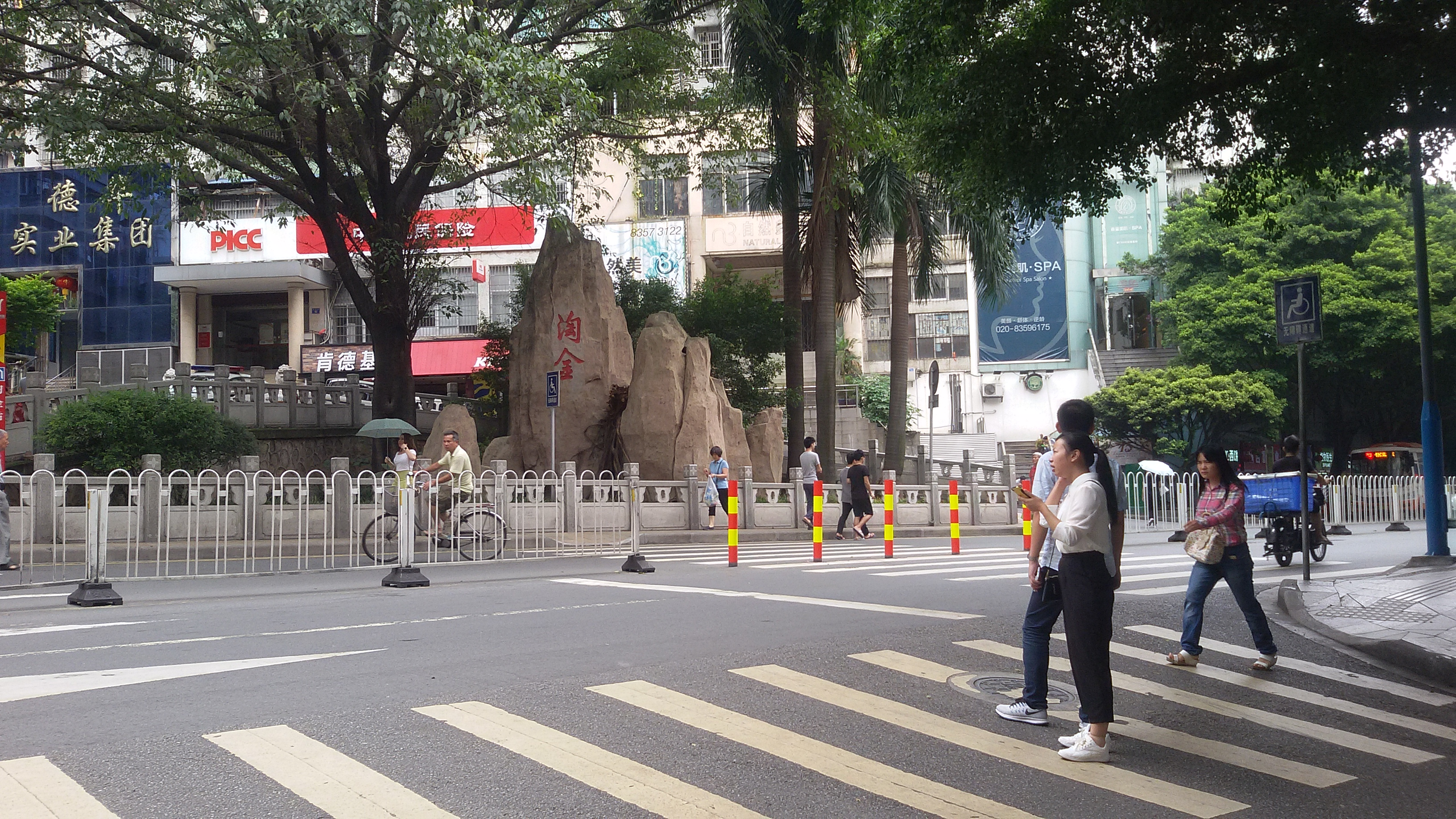
淘金坑近環市東路一帶的街景

淘金坑，又名淘金，是一個位於廣東廣州华乐街道的地方，在越秀區花園酒店北邊，南靠華樂路，西靠天聖村，東靠黃花崗，北靠麓湖公園東南角的橫枝崗。
其為廣州金融貿易商業旺地之一，號稱廣州的「尖東」，在珠江新城未開發前的80年代末到九十年代中，為廣州的CBD地區。
广州地铁5号线经过淘金坑，并设有淘金站。

## 名稱由來
「淘金坑」的名字來由據說有三個：
1. 舊日有溪流經過此地，此溪名為「淘金」。
2. 之前的確有個可以挖到金的礦坑，吸引到不少好多挖金礦的人[1]。
3. 部分離世孤兒的葬身之地。

## 歷史
這裡一帶地方早期偏僻荒涼，在明清時期是山墳地帶，期間曾被當地街坊稱呼為「火葬場」或「死仔坑」。此缘起天主教墳場（今白雲賓館以北，金釵嶺&鐵路以南一帶地區），舊日稱做「聖山」，由一位法國天主教徒購地捐予天主教會，於同治二年（1863）建立。當時裡面主要安葬華洋神職人員、修女同教徒。墓地旁邊也建立了教堂，稱「淘金坑天主堂」。教徒也跟著在附近定居開荒，就此形成了教徒村——天聖村（天勝村）。
萬金油大王胡文虎先生同兄弟胡文豹曾在淘金附近捐資建立廣州兒童新村，專門收容教養孤兒（位於馬鞍崗，今淘金坑淘金雅苑一帶）。
共和國成立之後，由於廣州城區再向東郊繼續擴展，原先淘金坑的地方因此也發展迅速。從1984年開始，這裡最先成為大陸改革開放之後，廣州市的熱門開發地方。隨後這裡建立起大量寫字樓與國際五星級酒店，亦帶旺當地樓盤而成為廣州商業旺地。
而文革時「聖山」遭到破壞，土地大部分被其他單位佔用，有些土地建設了工廠和宿舍。直到1990年當局賠付天主教會116萬，再由市規劃局在龍眼洞漁沙坦鄉撥出土地，重建天主教骨灰樓1幢同聖堂1間，聖堂名為「聖路齊亞堂」。 